# Aspidistra

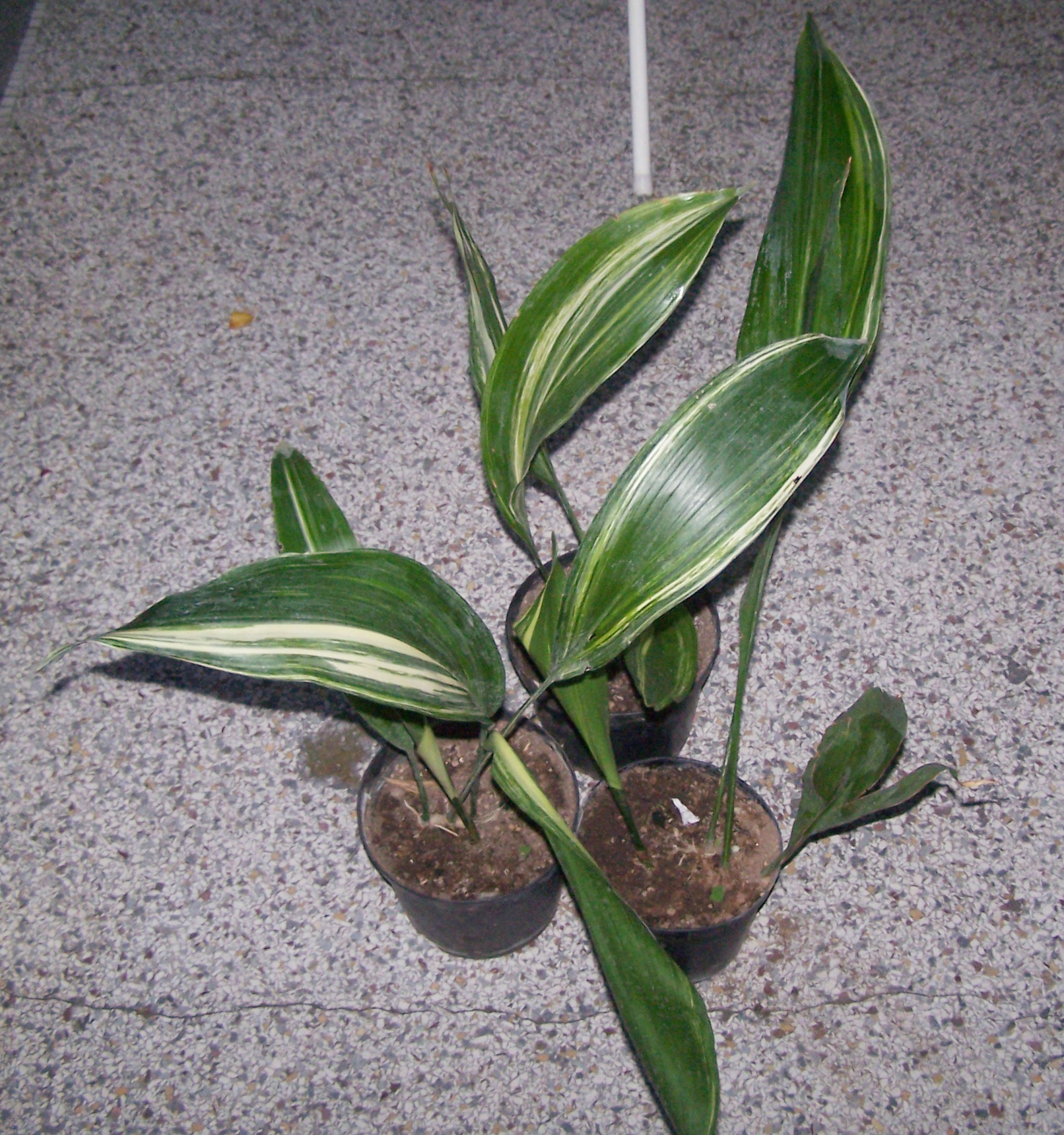
aspidistra elatior variegata.

Aspidistra, también llamada comúnmente pilistra u orejas de burro, es un género con alrededor de 100 especies de la familia Asparagaceae (anteriormente clasificado en Ruscaceae). Son plantas ornamentales cultivadas tanto en interior como exterior, originarias de China, Himalaya y Japón.

## Descripción
Plantas herbáceas, perennes, de raíces rizomatosas con tallos subterráneos. Las hojas, de color verde oscuro —veteadas en blanco en las especies variegadas—, son anchas y coriáceas; surgen directamente desde el rizoma, con peciolos muy largos, solitarias o en grupos de 2-4. La inflorescencia es un escapo normalmente muy corto, por lo que suele quedar escondido entre el follaje,  con 1-2 flores terminales generalmente rodeadas por 1 o 2 brácteas en la base del perianto; son hermafroditas, de textura carnosa y con forma acampanada o de cúpula. El fruto es una baya globosa u ovoide que suele contener una sola semilla.

## Distribución y hábitat
Género nativo del Asia oriental, desde la India oriental, Indochina, China, Japón y Vietnam. 46 especies son endémicas de China. Ocupan los suelos boscosos bajo la sombra de árboles y arbustos. 

## Taxonomía
El género fue descrito por John Bellenden Ker Gawler  y publicado en Botanical Register; consisting of coloured. .. 8:, pl. 628. 1822[1822].

### Especies
Es un género que ha sido bastante ignorado por los botánicos de campo. Sin embargo, en los últimos tiempos el número de especies reconocidas se ha incrementado rápidamente. Muchos libros de la década de los 70 describen entre 8 a 10 especies. En la década de los 80 se describieron 30 nuevas especies en China,donde crecen espontáneamente la mayoría de ellas, alrededor de 55, de las cuales 46 son endémicas. El punto de mayor biodiversidad del género parece estar en la provincia de Guangxi, en donde se han registrado al menos 39 especies. Aún se están encontrado nuevas y el foco de diversidad se ha trasladado a Vietnam donde se han descrito 28 y se sabe que existen muchas más. En la actualidad se han descrito formalmente 93 especies (Tillich 2008).
Durante mucho tiempo se ha asumido erróneamente que las babosas y los caracoles polinizaban las flores de las especies de este género. Sin embargo, investigaciones en Japón han demostrado que unos diminutos crustáceos terrestres llamados anfípodos son los responsables de polinizar Aspidistra elatior. Los anfípodos australianos y los colémbolos también polinizan las especies introducidas en ese continente.